# Chants de Bataille
Albums de Tryo
XXV
(2020) Tout au Tour
(2022)
Chants de Bataille est le septième album original et huitième album studio du groupe Tryo, sorti le 10 septembre 2021.

## Liste des chansons
| 1.          | Aimer                | Guizmo                   | Guizmo                   | 3 min 18 s |
| 2.          | En marche, en replay | Christophe Mali          | Christophe Mali          | 3 min 9 s  |
| 3.          | On avancera          | Guizmo - Gérôme Briard   | Guizmo - Gérôme Briard   | 2 min 59 s |
| 4.          | On a dansé           | Christophe Mali          | Christophe Mali          | 2 min 40 s |
| 5.          | Chant de bataille    | Christophe Mali          | Christophe Mali - Ours   | 3 min 24 s |
| 6.          | Danser ce soir       | Sylvain Adeline - Guizmo | Mathieu Montecot         | 3 min 6 s  |
| 7.          | Samba                | Christophe Mali          | Guizmo                   | 3 min 58 s |
| 8.          | Féministe            | Christophe Mali          | Christophe Mali          | 2 min 57 s |
| 9.          | Lila                 | Christophe Mali          | Christophe Mali          | 4 min 0 s  |
| 10.         | Baliser              | Guizmo - Gérôme Briard   | Guizmo - Gérôme Briard   | 2 min 44 s |
| 11.         | Mon meilleur ami     | Christophe Mali          | Christophe Mali          | 4 min 1 s  |
| 12.         | Ta planète           | Christophe Mali - Guizmo | Christophe Mali - Guizmo | 2 min 30 s |
| 13.         | C'est bon            | Guizmo                   | Guizmo                   | 3 min 9 s  |
| 41 min 55 s |                      |                          |                          |            |